# Никитин, Алексей Васильевич
Алексей Васильевич Никитин (30 ноября 1900, Санкт-Петербург — 1973, Москва) — советский военачальник, генерал-полковник авиации (30.04.1943), кандидат военных наук, доцент, один из пяти военачальников, трижды награждённых орденом Кутузова I степени.

## Биография
Родился в 1900 году. Окончил 4-классное городское училище. С 16 лет работал учеником электромонтёра на фабрике «Канат» в Петрограде. Учился в химико-технологическом училище.
В РККА с 1918 года, участник Гражданской войны. Воевал на Западном фронте.
С 1921 года служил в ВВС РККА: летчик наблюдатель, командир авиационного звена, отряда, эскадрильи, начальник штаба Луганской школы лётчиков. С апреля 1931 года — начальник учебного отдела 11-й Луганской (Ворошиловградской) военной авиационной школы пилотов, затем начальник штаба ВВС Кавказской Краснознамённой армии, начальник штаба тяжелобомбардировочного авиакорпуса, начальник штаба ВВС Забайкальского военного округа.
С декабря 1940 года — начальник 1-го Управления Главного управления ВВС РККА.
Член ВКП(б).
Во время Великой Отечественной войны — с конца июня 1941 года — заместитель начальника Управления запасных авиаполков по боевой подготовке. С августа 1941 года — начальник Управления формирования и комплектования ВВС — заместитель командующего ВВС. С февраля 1942 года и до конца войны — начальник Главного управления формирования и укомплектования ВВС.
5 июля 1944 года, за умелое руководство общими мероприятиями, связанными с проектом «челночных» бомбардировок Германии и её союзников, посол США в СССР Гарриман вручил Заместителю командующего ВВС РККА генерал-полковнику авиации Никитину американский орден «Легион почёта» степени командора.
С января 1946 года — начальник Главного управления боевой подготовки ВВС. С июля 1946 года — 1-й заместитель начальника Главного штаба ВВС. С ноября 1949 года — начальник авиационного факультета Высшей военной академии им. К. Е. Ворошилова. С августа 1960 года — начальник кафедры оперативного искусства ВВС Военной академии Генштаба Вооруженных сил СССР. В сентябре 1960 года уволен в отставку по болезни.
Умер в 1973 году, похоронен в Москве на Введенском кладбище, участок № 29.

## Награды

### СССР
- два ордена Ленина (18.03.1943, 21.02.1945)
- три ордена Красного Знамени (1926, 03.11.1944, 15.11.1950)
- три ордена Кутузова I степени (11.5.1944, 19.8.1944, 18.8.1945)
- Орден Красной Звезды (24.02.1942)
- Медали СССР

### Иностранные награды
- орден «Легион почёта» степени командора (США, июль 1944).

## Воинские звания
- полковник (1936)
- комбриг (29.11.1939)
- генерал-майор авиации (4.06.1940)
- генерал-лейтенант авиации (3.02.1943)
- генерал-полковник авиации (30.04.1943)

## Сочинения
- Никитин А. В. Создание и использование авиационных резервов летом и осенью 1942 года. // Военно-исторический журнал. — 1974. — № 4. — С.55-59.